# 201省道 (江西省)
201省道（S201，简称：大二线）是江西的一条省道，北起婺源县江湾镇大畈村与安徽 220省道相接，途径德兴市、上饶县、玉山县、信州区（上饶市区），南至广丰县桐畈镇二渡关村与福建 303省道相接；全长258公里。
上饶信州区到广丰县路段进行改线，使得从广丰到上饶火车站无需进过上饶老市区。
2013年9月201省道在婺源境内城区路段完成水泥路上直接加铺沥青混凝土路面。
根据2014年出台的《江西省省道网规划（2013-2030年）》，S201将调整为紫湖至沙底公路。

## 路段数据
| 里程 （公里） | 城市   | 起点   | 终点   | 道路等级   | 长度 （公里） | 车道数 | 路面宽度 （米） | 设计时速 （公里/小时） |
| ------------- | ------ | ------ | ------ | ---------- | ------------- | ------ | --------------- | ---------------------- |
| 263           | 上饶市 | 婺源县 | 广丰县 | 一级、二级 | 263           | 2、4   | 17              | 65                     |

表内数据来自

## 行经乡镇市区
- 上饶市
  - 婺源县
    - 江湾镇大畈村－秋口镇－紫阳镇（婺源县城）

  - 德兴市
    - 新岗山镇（德兴市区）－海口镇－泗洲镇－银城街道－新营街道－绕二镇

  - 上饶县
    - 华坛山镇－郑坊镇

  - 玉山县
    - 临湖镇

  - 上饶县
    - 煌固镇－石狮乡

  - 信州区（上饶市区）
    - 北门街道－朝阳镇

  - 广丰县
    - 洋口镇－霞峰镇－永丰街道（广丰县城）－大石乡－沙田镇－桐畈镇二渡关村

走向参考